# Spinal Tap
Gli Spinal Tap (stilizzato anche in Spın̈al Tap) sono una band semi-fittizia della scena musicale heavy metal, molto nota grazie al mockumentary This Is Spinal Tap.
Il gruppo è formato da Michael McKean (David St. Hubbins), Christopher Guest (Nigel Tufnel) e Harry Shearer (Derek Smalls) e ha fatto la sua prima apparizione nel 1978 nel programma The TV Show della ABC. La pellicola fu accompagnata da un album omonimo, che è il primo in assoluto della band.

## Storia

### Gli inizi
I fan degli Spinal Tap (in special modo Chip Rowe, il webmaster del loro fan site) hanno messo su una lista di album, film, singoli e membri della band per rendere ancora più avvincente la loro già finta storia.

### Reunion
Gli Spinal Tap si riuniscono nel 1992 e pubblicano l'album Break Like the Wind (prodotto dall'affermato musicista T-Bone Burnett); l'album è stato accompagnato da una lunga audizione per cercare un nuovo batterista e da un tour mondiale, una parte del quale è stata inclusa nel Freddie Mercury Tribute Concert, in cui la band si esibì con la canzone The Majesty of Rock, dedicata a Mercury e poi pubblicata come singolo. Inoltre hanno pubblicato come singolo anche Bitch School.
Sempre nel 1992 appaiono in una puntata dei Simpson ("The Otto Show") esibendosi nella città di Springfield.
Nel 2000 la band lancia un sito internet denominato Tapster (evidente parodia del programma peer-to-peer Napster) dove si poteva scaricare la loro canzone Back from the Dead.
Nel 2001 si riuniscono di nuovo per il tour Back from the Dead Tour e per altri show in tutto il mondo. Il 7 luglio 2007 hanno suonato al Live Earth a Wembley, Londra. Nell'occasione si sono esibiti sul palco insieme ad una ventina di altri artisti appartenenti ai vari gruppi partecipanti l'evento, ognuno dei quali suonava il basso, durante l'esecuzione del pezzo Big Bottom. Nell'esibizione hanno suonato anche altri due loro pezzi: The Majesty of Rock e Stonehenge.

## Membri

### Chitarristi
- "Ricky from San Francisco" (1982)

### Bassisti
- Ronnie Pudding (1964-1967)
- Danny Jarman (1967)
- David Gilmour (esibizione nell'Amnesty International, nel 1991)

### Cantanti
- Lhasa Apso (1965-1966)
- Julie Scrubbs-Martin (1965-1966)

### Armonicisti
- Little Danny Schindler (1965-1966)

### Tamburinisti
- Jeanine Pettibone (1982)

### Cornisti
- Jimmy Adams (1965-1966)
- Geoff Clovington (1965-1966)

### Tastieristi
- Jan van der Kvelk (1965)
- Tony Brixton (1965-1966)
- Nick Wax (1965-1966)
- Dicky Laine (1965-1966)
- Denny Upham (1966-1968)
- Ross MacLochness (1974-1975)
- Viv Savage (1975-198?), morto a causa di un'esplosione di gas durante la visita alla tomba di Mick Shrimpton nel 1992.
- "Caucasian" Jeffery Vanston (198?-presente)

### Batteristi
- John "Stumpy" Pepys (1964-1969) deceduto a causa di un incidente di giardinaggio subito dopo l'uscita dell'album Silent but Deadly.
- Eric "Stumpy Joe" Childs (1969-1974), deceduto per soffocamento da vomito di qualcun altro, rimasto sconosciuto. Test del DNA sul vomito indicano che però potrebbe anche non essere stato tale.
- Peter "James" Bond (1974-1977), deceduto per autocombustione durante un concerto al Isle of Lucy Blues-Jazz (Jazz-Blues) Festival.
- Mick Shrimpton (1977-1982), deceduto a causa di un'esplosione sul palco durante un concerto del tour giapponese del 1982, l'incidente è stato filmato nel lungometraggio This is Spinal Tap!.
- Joe "Mama" Besser (1982)
- Gary Wallis (esibizione nell'Amnesty International, nel 1991).
- Richard "Ric" Shrimpton (1982-1999), ex venditore di francobolli usati, scomparso nel 2000 e presumibilmente deceduto.
- Sammy "Stumpy" Bateman (2000) deceduto.
- Mick Fleetwood (2000)
- Più altri 14 batteristi.

### Discografia

#### Album in studio
- 1984 – This Is Spinal Tap
- 1992 – Break Like the Wind
- 2009 – Back from the Dead

#### Singoli
- 1992 – Bitch School/Springtime